# Colours
A Colours az NSZK-ban dolgozó spanyol Baccara duó harmadik nagylemeze, amely 1979-ben jelent meg. A felvételvezető és a lemez producere Rolf Soja volt. Az albumon szerepel a One, Two, Three, That's Life című sláger, melyet a duó később német nyelven is elénekelt (Eins Plus Eins Ist Eins), s a bevételt jótékony célokra a UNICEF számára adományozták.

## A dalok

### „A” oldal
1. Ay, Ay Sailor (Rolf Soja / Frank Dostal) 3.48
2. For You (Rolf Soja / Frank Dostal) 3.47
3. One, Two, Three, That’s Life (Rolf Soja / Frank Dostal) 3.41
4. I’ll Learn To Fly Tonight (Rolf Soja / Peter Zentner) 3.29
5. Boomerang (Rolf Soja / Peter Zentner) 3.02

### „B” oldal
1. Body-Talk (Rolf Soja / Frank Dostal) 4.36
2. Roses In The Snow (Rolf Soja / Peter Zentner) 3.54
3. By 1999 (By nineteen-ninety-nine) (Rolf Soja / Frank Dostal) 3.23
4. Groovy Kinda Lovin’ (Jürgen Schroeder / Peter Zentner) 3.01
5. Sing Our Love A Lullaby (Rolf Soja / Frank Dostal) 3.25

## Legnépszerűbb slágerek
- Ay, Ay Sailor
- For You
- One, Two, Three, That’s Life
- Body-Talk
- By 1999 (By nineteen-ninety-nine)